# Talun Kondot
Talun Kondot is een bestuurslaag in het regentschap Simalungun van de provincie Noord-Sumatra, Indonesië. Talun Kondot telt 1725 inwoners (volkstelling 2010).